# Dyrlægens natmad

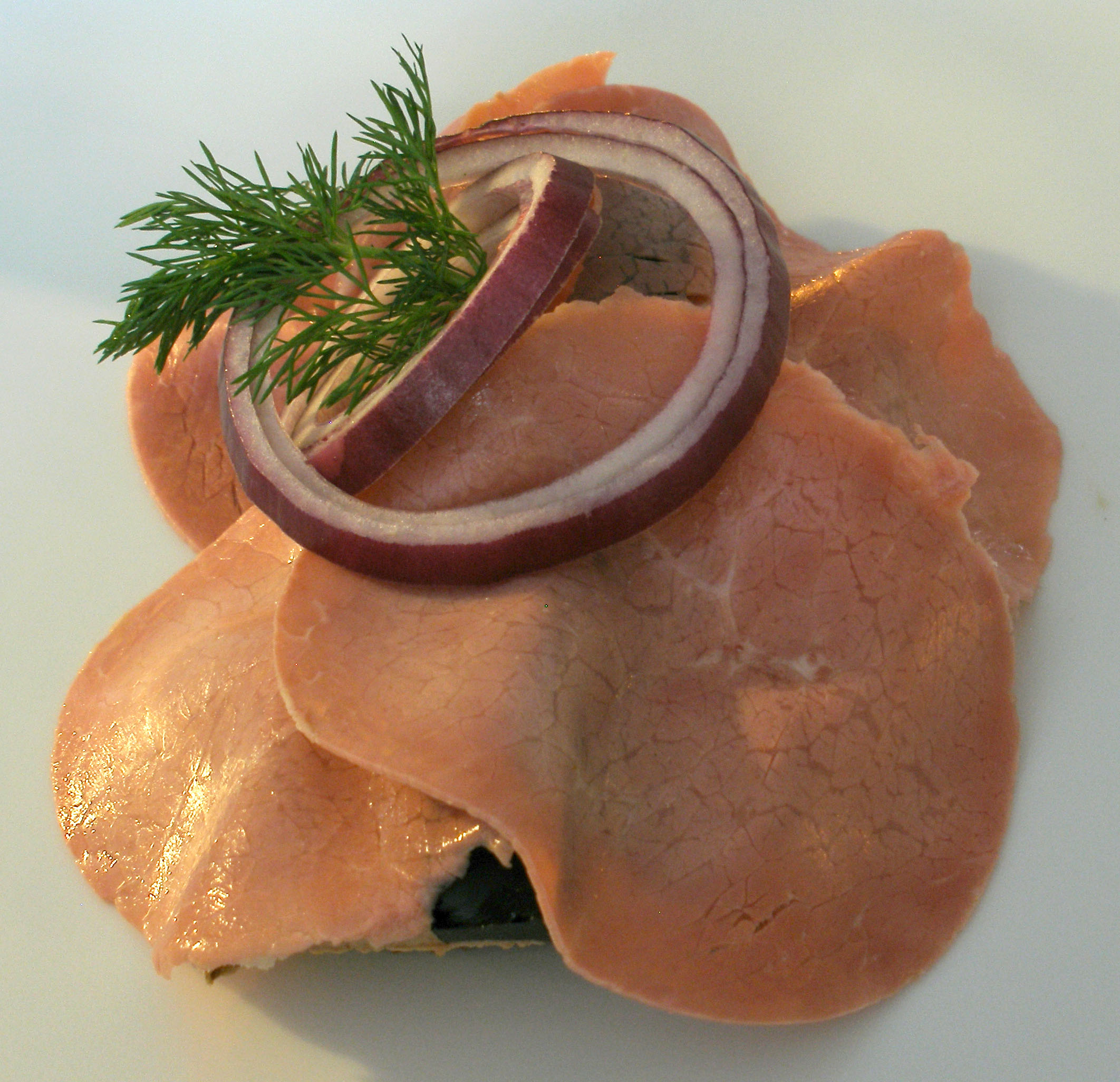
Dyrlægens natmad

Dyrlægens natmad (dt. „Nachtmahl des Tierarztes“) ist der dänische Name für ein traditionelles, kaltes Smörrebröd auf Fleischbasis. Der Kopenhagener Gastwirt Oscar Davidsen dachte sich die Kombination für seinen Stammgast Sigurd Keilgaard, einen Tierarzt aus.
Für die einfachste Form von dyrlægens natmad wird eine Scheibe Roggenvollkornbrot mit gesalzener Butter bestrichen. Darüber kommt etwas Leberpastete und dann einige Scheiben Salzfleisch (Rind). Dekoriert wird das Ganze mit einer dünnen Scheibe Aspik und roten Zwiebelringen.